# Каррегал-ду-Сал
Каррега́л-ду́-Са́л (порт. Carregal do Sal; МФА: [ka.ʁɨ.ˈgaɫ du ˈsaɫ], Карига́л-ду́-Са́л, «Каррегал-Соляний») — муніципалітет і місто в Португалії, в окрузі Візеу. Розташований у центрально-північній частині країни, на теренах історичної португальської провінції Бейра. Належить до Візеуської діоцезії Католицької церкви в Португалії. Права міського самоврядування має з 1836 року. Поділяється на 5 парафій. За адміністративним поділом, чинним до 1976 року, був складовою провінції Верхня Бейра. Площа муніципалітету — 116,89 км², населення муніципалітету — 9835 ос. (2011); густота населення — 84,14 осіб/км²
. Патрон — Діва Марія. Святковий день муніципалітету — 3-й понеділок липня.   Код місцевої адміністративної одиниці — 1802. Складова статистичного регіону Центр.

## Географія
Каррегал-ду-Сал розташований в центрі Португалії, на півдні округу Візеу.
Каррегал-ду-Сал межує на півночі з муніципалітетом Візеу, на північному сході — з муніципалітетом Нелаш, на південному сході — з муніципалітетами Олівейра-ду-Ошпітал і Табуа, на заході — з муніципалітетом Санта-Комба-Дан, на північному заході — з муніципалітетом Тондела.

## Населення
| Кількість мешканців | Кількість мешканців | Кількість мешканців | Кількість мешканців | Кількість мешканців | Кількість мешканців | Кількість мешканців | Кількість мешканців | Кількість мешканців | Кількість мешканців | Кількість мешканців | Кількість мешканців | Кількість мешканців | Кількість мешканців | Кількість мешканців |
| ------------------- | ------------------- | ------------------- | ------------------- | ------------------- | ------------------- | ------------------- | ------------------- | ------------------- | ------------------- | ------------------- | ------------------- | ------------------- | ------------------- | ------------------- |
| 1864                | 1878                | 1890                | 1900                | 1911                | 1920                | 1930                | 1940                | 1950                | 1960                | 1970                | 1981                | 1991                | 2001                | 2011                |
| 12 347              | 14 184              | 14 915              | 14 106              | 15 041              | 13 655              | 14 946              | 15 020              | 14 594              | 13 468              | 11 065              | 11 137              | 10 992              | 10 411              | 9 835               |